# Hiệp ước Liên minh

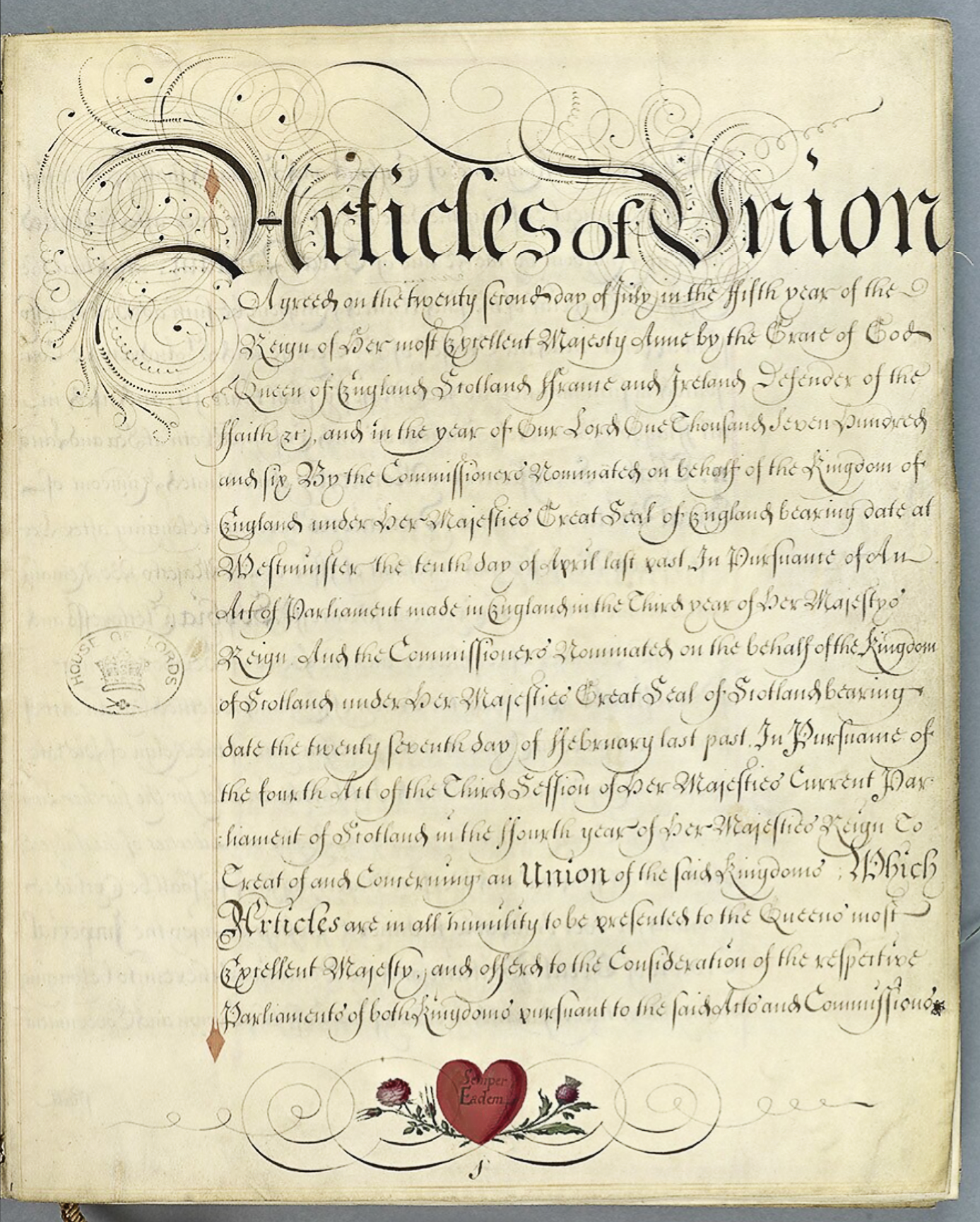
Các điều khoản của Liên minh, 1707

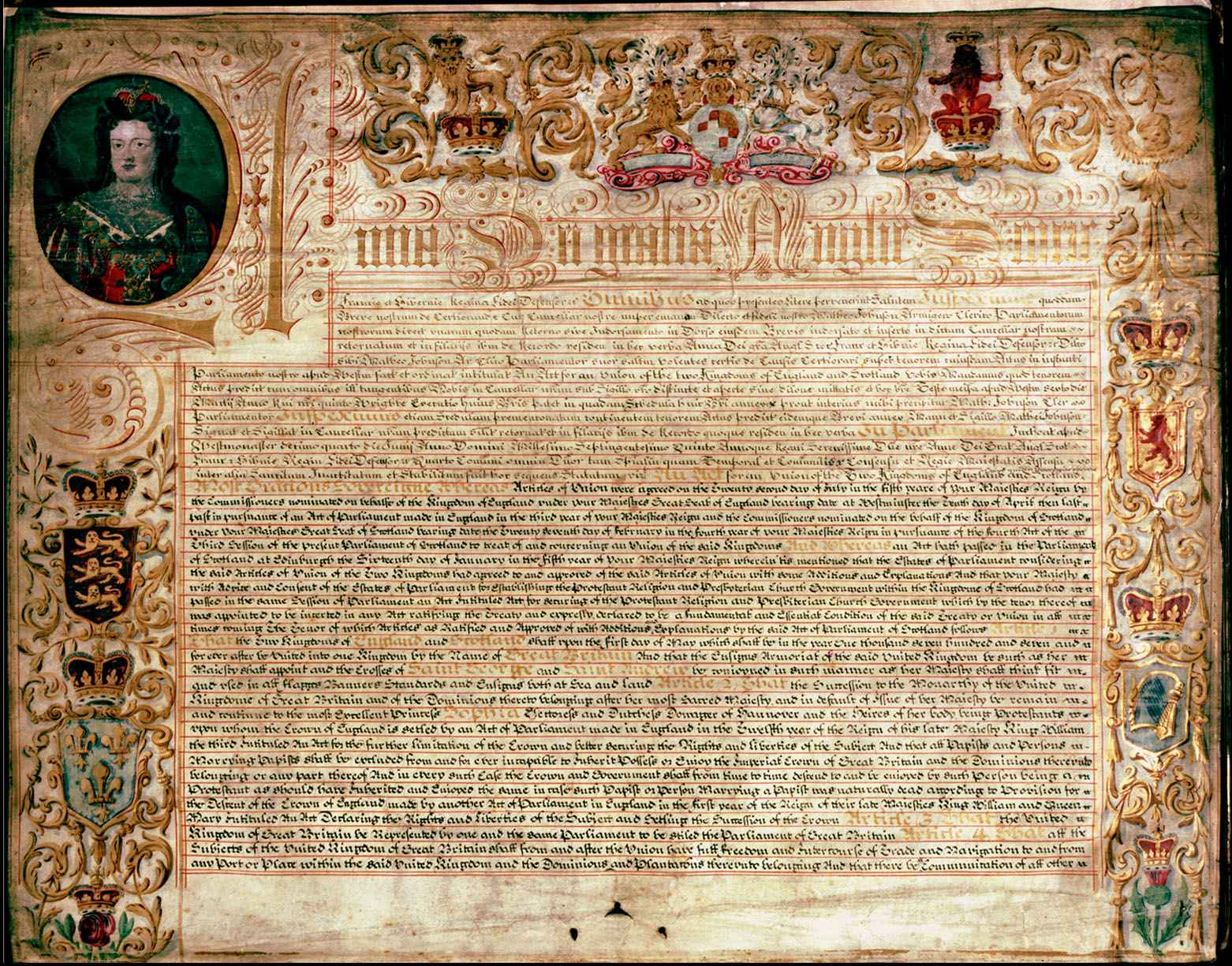
Ví dụ điển hình của Scotland về các Điều khoản của Liên minh

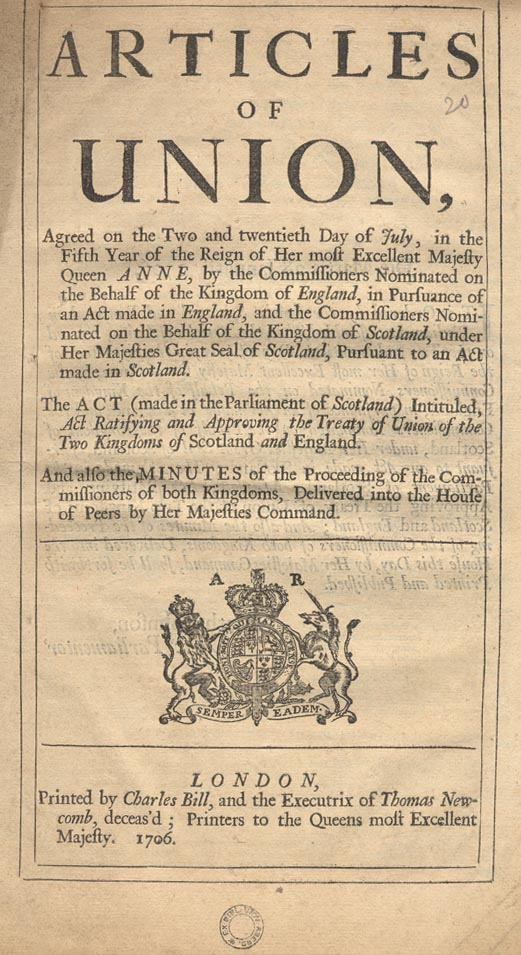
Các điều khoản của Liên minh đã được công bố.

Hiệp ước Liên minh (tiếng Anh: Treaty of Union) là tên thường được đặt cho hiệp ước dẫn đến việc thành lập nhà nước mới Vương quốc Đại Anh (Kingdom of Great Britain), với điều kiện Vương quốc Anh (đã bao gồm xứ Wales) và Vương quốc Scotland phải "Thống nhất thành một Vương quốc mang tên Đại Anh". Vào thời điểm đó, nó thường được gọi là Điều khoản của Liên minh.
Các chi tiết của Hiệp ước đã được thống nhất vào ngày 22 tháng 7 năm 1706, và các Đạo luật Liên minh riêng biệt sau đó đã được Nghị viện của Anh và Scotland thông qua để đưa các điều khoản đã thống nhất có hiệu lực. Liên hiệp chính trị có hiệu lực vào ngày 1 tháng 5 năm 1707.